# Bishop Perkins (Politiker)

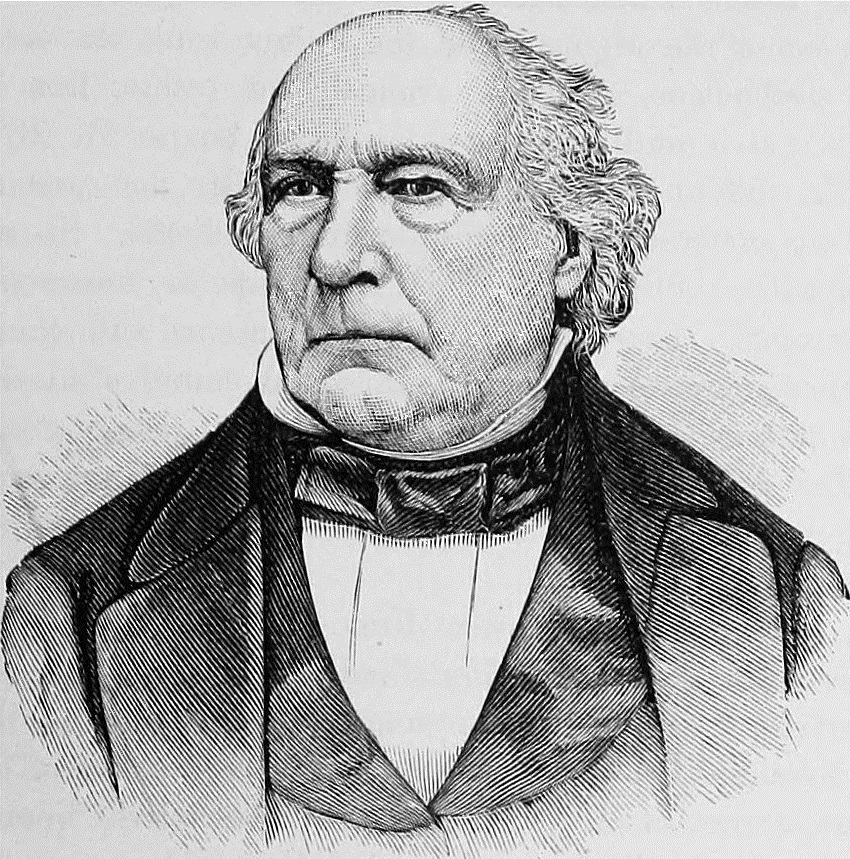
Bishop Perkins

Bishop Perkins (* 5. September 1787 in Becket, Massachusetts; † 20. November 1866 in Ogdensburg, New York) war ein US-amerikanischer Jurist und Politiker. Zwischen 1853 und 1855 vertrat er den Bundesstaat New York im US-Repräsentantenhaus.

## Werdegang
Bishop Perkins wurde ungefähr vier Jahre nach dem Ende des Unabhängigkeitskrieges in Becket im Berkshire County geboren. Er besuchte eine Privatschule in East Granville und graduierte 1807 am Williams College in Williamstown. Danach studierte er Jura. Seine Zulassung als Anwalt erhielt er 1812 und begann dann in Lisbon zu praktizieren. Er zog nach Ogdensburg im St. Lawrence County, wo er weiter als Anwalt tätig war. Zwischen 1820 und 1852 arbeitete er als Clerk im Board of Supervisors von St. Lawrence County. Er wurde am 24. Februar 1821 zum Bezirksstaatsanwalt im St. Lawrence County ernannt – eine Stellung, die er bis zum 21. Mai 1840 innehatte. 1846 nahm er an der verfassunggebenden Versammlung von New York teil. Er saß in den Jahren 1846, 1847 und 1849 in der New York State Assembly. Politisch gehörte er der Demokratischen Partei an.
Bei den Kongresswahlen des Jahres 1852 für den 33. Kongress wurde Perkins im 17. Wahlbezirk von New York in das US-Repräsentantenhaus in Washington, D.C. gewählt, wo er am 4. März 1853 die Nachfolge von Alexander H. Buell antrat. Da er auf eine erneute Kandidatur im Jahr 1854 verzichtete, schied er nach dem 3. März 1855 aus dem Kongress aus.
Nach seiner Kongresszeit kehrte er nach Ogdensburg zurück, wo er bis zu seinem Tod am 20. November 1866 als Anwalt wieder tätig war. Sein Leichnam wurde dann dort auf dem gleichnamigen Friedhof beigesetzt. Zu jenem Zeitpunkt war der Bürgerkrieg ungefähr ein Jahr zu Ende.